# Noirieu
Le Noirrieu ou le Noirieu est une rivière française qui coule dans le département de l'Aisne, dans la région Hauts-de-France, et un affluent de l'Oise en rive droite, donc un sous-affluent de la Seine.

## Géographie
Le Noirieu ou Noirrieu - ou même Noirieux - prend naissance dans la forêt du Nouvion, sur le territoire de la commune de La Flamengrie, au sud-est de la ville du Nouvion-en-Thiérache et à deux kilomètres à peine au nord-ouest de La Capelle, dans le département de l'Aisne, à 227 m d'altitude.
À sa naissance, il prend la direction de l'ouest. Après plus de 20 kilomètres, arrivé à Étreux, son cours s'infléchit vers le sud-ouest, direction qu'il maintient jusqu'à la fin de son parcours d'un peu plus de 20 kilomètres.
Il se jette dans l'Oise à Vadencourt, à 89 m d'altitude. La seconde partie de son cours (d'Étreux à Vadencourt) est utilisée par le canal de la Sambre à l'Oise.
La longueur de son cours d'eau est de 33 km.

### Communes et cantons traversés
Le Noirieu baigne ou longe les onze communes suivantes toutes situées dans le département de l'Aisne, dans le sens amont vers aval, de  La Flamengrie (source), Le Nouvion-en-Thiérache, Esquéhéries, Dorengt, La Neuville-lès-Dorengt, Étreux, Vénérolles, Hannapes, Tupigny, Grand-Verly et Vadencourt (confluence).
Soit en termes de cantons, le Noirrieu prend source dans le canton de Vervins et conflue dans le canton de Guise, le tout dans l'arrondissement de Vervins.

### Bassin versant
Le Noirrieu traverse quatre zones hydrographiques H004, H005, H006 et H007 pour une superficie totale de 1 315 km2. Mais le bassin du Noirrieu est de seulement 203 km2

### Organisme gestionnaire
L'organisme gestionnaire est le syndicat de l'Oise amont, créé le 26 mars 1981 à la suite des inondations de l'été 1980, et modifié en 2013 pour son nom et son fonctionnement, lui-même regroupé dans l'EPTB entente Aisne-Oise.

## Affluents
Le Noirrieu a neuf tronçons affluents référencés :
- le Pimart (rd[note 1]), 5,3 km sur la seule commune du Nouvion-en-Thiérache.
- le Calvaire (rg), 6,2 km sur les trois communes du Nouvion-en-Thiérache (source), Leschelles, Esquéhéries (confluence).
- le canal de la Sambre à l'Oise (rd), 53,1 km sur vingt-huit communes.
- l'Iron (rg), 24,8 km sur dix communes et avec cinq tronçons affluents[9].
- un bras du Noirrieu (rd), 0,4 km sur la seule commune de Grand-Verly.
- la Rigole de l'Oise, 7,5 km, sur les cinq communes de Lesquielles-Saint-Germain (source), Grand-Verly, Vadencourt, Grougis, Aisonville-et-Bernoville (confluence)[10]. Ce canal est la première partie de la rigole souterraine d'alimentation de l'Oise et du Noirrieu, selon Géoportail, dont l'autre partie, référencée au SANDRE, est dite Rigole du Noirieux, 16,1 km[4]

### Rang de Strahler
Le rang de Strahler est donc de trois par l'Iron.

## Hydrologie
Le Noirieu est une rivière abondante, à l'instar de quasi tous les cours d'eau de la Thiérache.

### Le Noirieu à Étreux
Son débit a été observé sur une période de 33 ans (1962-1994), à Étreux, localité du département de l'Aisne située à une dizaine de kilomètres de son confluent avec l'Oise. La surface ainsi étudiée est de 90,5 km2, soit plus ou moins 60 % de la totalité du bassin versant de la rivière. La station se trouvant en amont du confluent de l'Iron, l'important débit de ce dernier est exclu des chiffres qui suivent.
Le module de la rivière à Étreux est de 0,994 m3/s.
Le Noirieu présente des fluctuations saisonnières de débit assez marquées. Les hautes eaux se déroulent en hiver et se caractérisent par des débits mensuels moyens allant de 1,62 à 1,85 m3/s, de décembre à mars inclus (avec un maximum en décembre et surtout en janvier). À partir du mois d'avril, le débit baisse rapidement jusqu'aux basses eaux d'été qui ont lieu de juillet à septembre, entraînant une baisse du débit mensuel moyen jusqu'à 0,261 m3/s au mois d'août.

### Étiage
Aux étiages, le VCN3 peut chuter jusque 0,025 m3/s (25 litres/s), en cas de période quinquennale sèche, ce qui peut être considéré comme très sévère.

### Crues

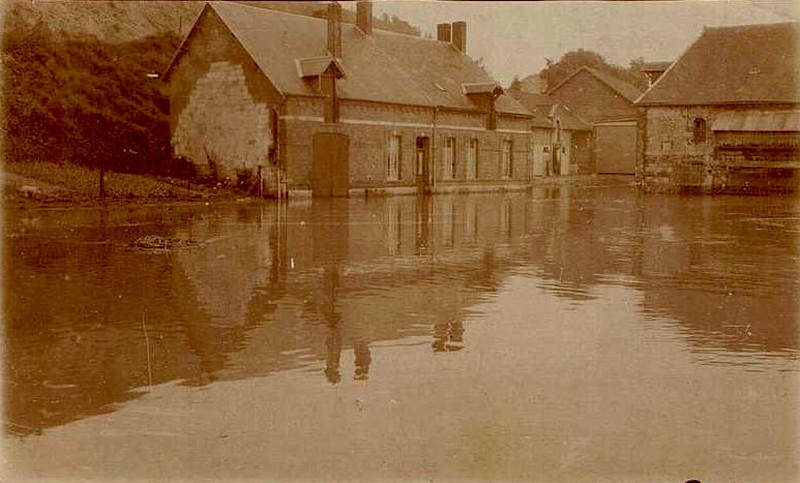
Crue du Noirrieu à Grand-Verly (années 1930).

Les crues peuvent être assez importantes. Ainsi les QIX 2 et QIX 5 valent respectivement 17 et 24 m3/s. Le QIX 10 est de 29 m3/ss, le QIX 20 de 33 m3/s, tandis que le QIX 50 se monte à 39 m3/s.
Le débit journalier maximal enregistré à Étreux a été de 31,6 m3/s le 25 juin 1969.

### Lame d'eau et débit spécifique
Le Noirieu est une rivière fort bien alimentée par les précipitations abondantes de la Thiérache. La lame d'eau écoulée dans son bassin versant est de 348 millimètres annuellement, ce qui est nettement supérieur à la moyenne d'ensemble de la France (320 millimètres/an), et aussi largement plus élevé que la moyenne du bassin de la Seine (245 millimètres/an) et de l'Oise (243 millimètres/an). Le débit spécifique (ou Qsp) atteint 11 litres par seconde et par kilomètre carré de bassin.

## Patrimoine - Curiosités - Tourisme

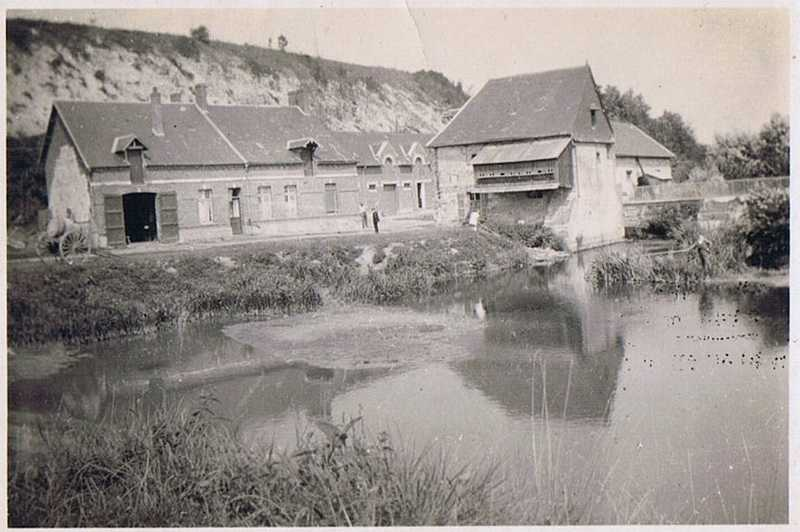
le Vieux Moulin sur le Noirrieu à Grand-Verly.